# Kachchh (Distrikt)
Der Distrikt Kachchh (auch Cutch oder Kutch; Gujarati: કચ્છ જિલ્લો, Sindhi: ڪڇ ضلو) ist einer von 26 Distrikten des Staates Gujarat in Indien. Die Stadt Bhuj ist die Hauptstadt des Distrikts. Die letzte Volkszählung im Jahr 2011 ergab eine Gesamtbevölkerungszahl von 2.092.371 Menschen.

## Geschichte
Die erste Zivilisation war die Indus-Kultur. Von vorchristlicher Zeit an wurde das Land von diversen buddhistischen und hinduistischen Herrschern regiert. Das Gebiet wurde seit dem Mittelalter von den Rajputen von Jadeja beherrscht und war oftmals in Kämpfe mit muslimischen Heeren verwickelt. Im Jahre 1540 wurde von Khengarji I. der Kachchh-Staat gegründet, der bis 1948 bestand. Seit verheerenden Niederlagen gegen Heere der Großmoguln in den Jahren 1590 und 1591 war der Staat diesen tributpflichtig. In den Jahren 1762 bis 1765 versuchte der Herrscher von Sindh Cutch zu erobern. Der damalige Herrscher von Cutch, Godaji II., musste einen Teil seines Landes an den Schah von Sindh abtreten. 1770 heiratete ein Familienmitglied der regierenden Dynastie den Schah von Sindh und der gab als Hochzeitsgeschenk die eroberten Gebiete zurück. Weil Godajis Nachfolger Rayadhan III. ein Terrorregime aufbaute und alle Einwohner zum Übertritt zum Islam zwingen wollte, wurde er 1786 gestürzt. Von 1786 bis 1813 regierte ein Zwölferrat und ernannte General Fateh Mohammad zum Regenten. Ab 1813 regierten wieder Fürsten aus der früheren Herrscherfamilie das Land. Nach einer Niederlage in der Schlacht von Bahdreshwar gegen die Briten wurde Cutch ein britisches Protektorat. Von 1819 bis 1924 bildete der Fürstenstaat die Cutch Agency und gehörte somit verwaltungstechnisch zur britischen Verwaltungsregion Bombay Presidency. 1924 wurde die Cutch Agency Teil der Western India States Agency, welche 1944 in der Baroda, Western India and Gujarat States Agency aufging. Nach der Unabhängigkeit Indiens 1947 wurde der heutige Distrikt ein unabhängiger Bundesstaat Indiens unter dem Namen Kutch State. Dieser Bundesstaat wurde 1956 Teil des Bombay-Staats. Im Jahre 1960 wurde dieser indische Bundesstaat geteilt und das Gebiet kam zum neu geschaffenen Bundesstaat Gujarat.

## Bevölkerung

### Bevölkerungsentwicklung
Wie überall in Indien wächst die Einwohnerzahl im Distrikt Kachchh seit Jahrzehnten stark an. Die Zunahme betrug in den Jahren 2001–2011 rund 32 Prozent (32,16 %). In diesen zehn Jahren nahm die Bevölkerung um mehr als 500.000 Menschen zu. Die genauen Zahlen verdeutlicht folgende Tabelle:

### Bedeutende Orte

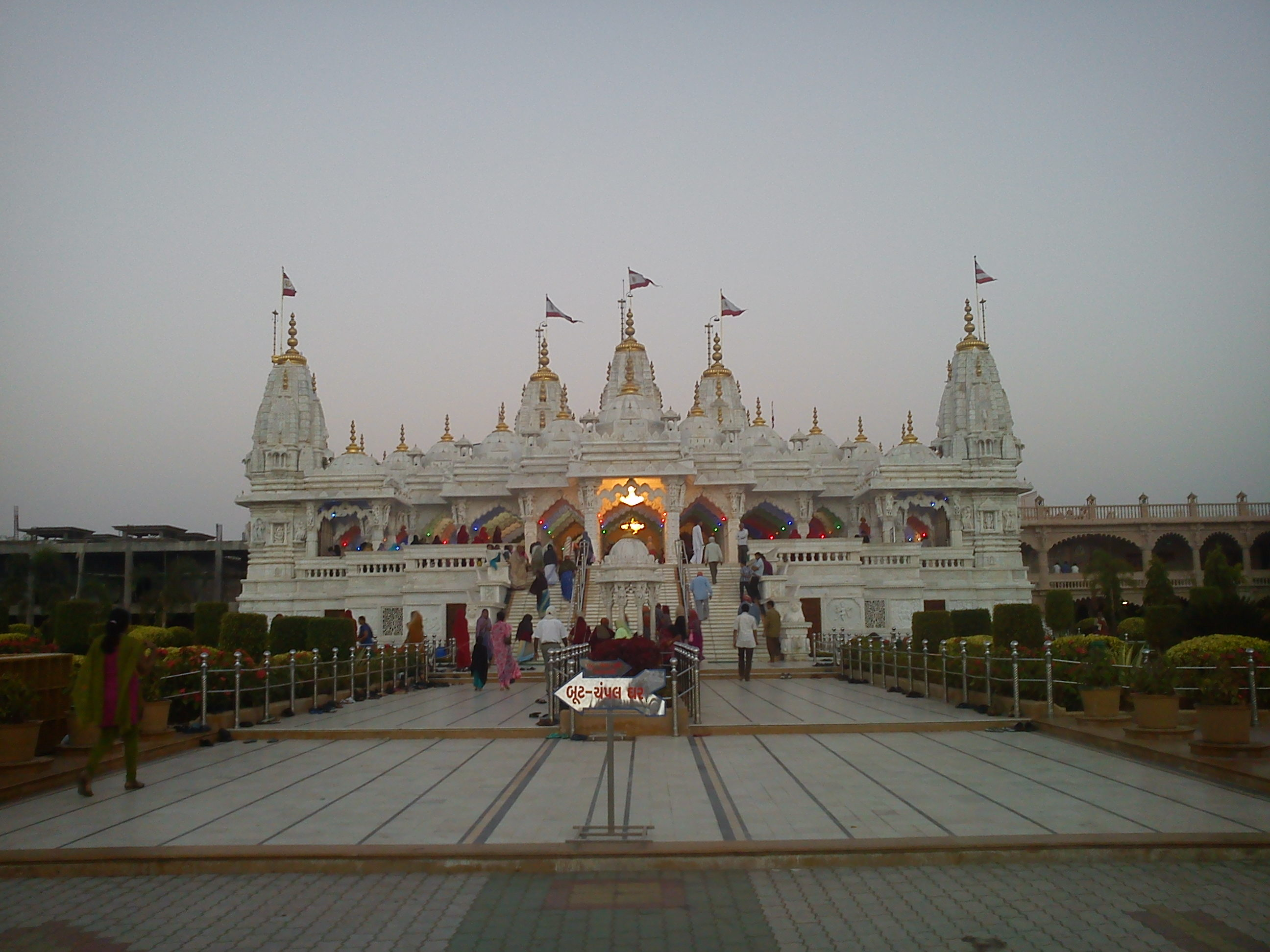
Swaminarayan-Tempel in Bhuj

Einwohnerstärkste Ortschaft des Distrikts ist Gandhidham mit fast 250.000 Bewohnern. Eine weitere Großstadt ist der Hauptort Bhuj. Weitere bedeutende Städte mit einer Einwohnerschaft von mehr als 20.000 Menschen sind Anjar, Mandvi, Bhachau, Madhapar, Rapar und Mundra. Die städtische Bevölkerung macht 34,82 Prozent der gesamten Bevölkerung aus.